# Erna Nitter
Erna Nitter (* 28. August 1888 in Berlin; † 17. Juni 1986 in Hamburg) war eine deutsche Schauspielerin.

## Leben
Sie stand im Alter von zehn Jahren in dem Märchen Die kleine Elfe, die das Christkind sucht erstmals auf der Bühne. In dieser Zeit unterhielt sie auch die Kinder von Kaiser Wilhelm II. mit ihren Darbietungen. 1905 spielte sie als Prinz Arthur in einer Vorführung von Shakespeares König Johann im Schauspielhaus auch für den Kaiser persönlich.
Weitere Bühnenengagements führten sie nach Dresden, Hannover und New York, wo sie am Irving Place Theatre auftrat. Bis zum Ende des Zweiten Weltkrieges agierte Nitter vorwiegend in  Berlin. 1945 zog sie nach Hamburg. Dort war sie an verschiedenen Bühnen zu sehen, zuletzt im Alter von 94 Jahren gemeinsam mit Angélique Duvier und Friedrich Schütter am Ernst-Deutsch-Theater in Der kaukasische Kreidekreis.
Sie hatte zwar frühzeitig zum Stummfilm gefunden, doch ihre Filmkarriere weist große Unterbrechungen auf. Meist kam sie nur in kleinen Rollen zum Einsatz. In den 1950er-Jahren arbeitete sie auch als Synchronsprecherin bei Filmen wie Ladykillers und Das Glück kam über Nacht. Ab der ersten Hälfte der fünfziger Jahre arbeitete sie für das Fernsehen. In den 70er Jahren konnte man sie häufig in Märchen- und Abenteuerhörspielen hören.
Von 1912 bis 1917 war sie mit dem Schauspieler und Regisseur Curt Goetz verheiratet.
Erna Nitter starb im Juni 1986 im Alter von 97 Jahren.

## Filmografie
- 1911: Die weiße Sklavin, 3. Teil
- 1911: Komtesse und Diener
- 1911: Die Braut des Freundes
- 1912: Schwarzes Blut
- 1914: Hanni, kehre zurück! Alles vergeben!
- 1915: Der schwarze Moritz
- 1939: Die goldene Maske
- 1953: …und segelt vor jetzt vorm Wind
- 1953: Wir hängen alle in der Luft – Hausmusik, etwas verrückt
- 1954: John Walker schreibt an seine Mutter
- 1956: Der Hauptmann von Köpenick
- 1956: Skandal um Dr. Vlimmen
- 1956: Thérèse Raquin
- 1958: Stahlnetz: Das zwölfte Messer
- 1961: Der Lügner
- 1962: Annoncentheater – Ein Abendprogramm des deutschen Fernsehens im Jahre 1776
- 1963: Hafenpolizei – Der chinesische Koch
- 1964: Polizeirevier Davidswache
- 1966: Intercontinental Express – Die Reise nach Rom
- 1967: Ein Fall für Titus Bunge – Der schielende Buddha
- 1967: Polizeifunk ruft – Der Wolfshund
- 1968: Die alte Mühle (Serie Landarzt Dr. Brock)
- 1968: Die Unverbesserlichen und ihre Sorgen
- 1968: Polizeifunk ruft – Die Sozialhelferin
- 1969: Percy Stuart – Exportgeschäfte
- 1970: Polizeifunk ruft – Falscher Alarm
- 1970: Miss Molly Mill (ZDF-Serie)
- 1973: Tatort: Platzverweis für Trimmel (Fernsehreihe)
- 1974: Bismarck von hinten oder Wir schließen nie
- 1974: Im Auftrag von Madame (Fernsehserie)
- 1976: Verlorenes Leben
- 1977: Der Stumme (Serie Sonderdezernat K1)
- 1978: Gesucht wird … (Fernsehreihe)
- 1979: St. Pauli Landungsbrücken – Papa’s Tochter

## Hörspiele (Auswahl)
- 1953–55: Div. Autoren: Das Gericht zieht sich zur Beratung zurück (7 Folgen) – Regie: Gerd Fricke (NWDR Hamburg)
- 1954: Dylan Thomas: Unter dem Milchwald (Mrs. Watkins) – Regie: Fritz Schröder-Jahn (NWDR Hamburg)
- 1958–62: Div. Autoren: Die Jagd nach dem Täter (12 Folgen) – Regie: S. O. Wagner (NDR)